# Street Called Desire
Street Called Desire — четвёртый и последний студийный альбом американского дуэта René & Angela, изданный в 1985 году лейблом Mercury Records.

## Об альбоме
В продюсировании Street Called Desire принимал участие Брюс Свиден и Бобби Уотсон, ранее сотрудничавший с René & Angela.
Композиции «Save Your Love for Number #1» и «Your Smile» возглавили хит-парад Hot R&B/Hip-Hop Songs, в то время как «You Don’t Have to Cry» достигла 2 позиции, а «I’ll Be Good» — заняла 4 место.
Обозреватель Эндрю Хамильтон из AllMusic положительно оценил альбом и отметил, что энтузиазм и серьезные эмоции René & Angela делают его прослушивание удовольствием.
Он назвал баллады «You Don’t Have to Cry» и «Your Smile» превосходными. Хамильтон оценил работу Рене Мура и Анджелы Уинбуш над альбомом, написав в обзоре, что дуэт не предпринимал никакой попытки разделить поровну стихи и припевы, так как каждый певец сделал свой вклад бескорыстно. Исполнение Энджелы в песне «You Don’t Have to Cry» рецензент назвал потрясающим. Критик считает, что Street Called Desire является ценным для любого поклонника соул-музыки.
Диск стал последним в карьере коллектива, так как из-за личных проблем и конфликтов René & Angela прекратили свою деятельность, и вследствие чего, больше не выпускали альбомы.
В 2002 году песня «I’ll Be Good» вошла в саундтрек к игре Grand Theft Auto: Vice City, где звучит на вымышленной радиостанции для чернокожих — Fever 105. В 1986 году американская ассоциация звукозаписывающих компаний присвоила диску золотой статус.

## Список композиций
Слова и музыка всех песен — Рене Мура и Энджелы Уинбуш.
| №  | Название                  | Длительность |
| -- | ------------------------- | ------------ |
| 1. | «Save Your Love (For #1)» | 4:20         |
| 2. | «I’ll Be Good»            | 5:14         |
| 3. | «No How — No Way»         | 5:00         |
| 4. | «You Don’t Have To Cry»   | 5:53         |
| 5. | «Street Called Desire»    | 4:40         |
| 6. | «Your Smile»              | 4:26         |
| 7. | «Who’s Foolin’ Who»       | 5:06         |
| 8. | «Drive My Love»           | 4:09         |

## Участники записи
- Рене Мур[англ.] — вокал, бэк-вокал, клавишные, продюсер
- Анджела Уинбуш[англ.] — вокал, бэк-вокал, клавишные, продюсер
- Кёртис Блоу — вокал в «Save Your Love (For #1)»
- Берни Грандмен, Брайан Гарденер — мастеринг
- Дональд Гриффин, Майкл МакГлури, Тони Мейден, Пол Джексон, Пол Писко — гитары
- Бобби Уотсон[англ.] — бас-гитара, продюсер
- Брюс Свиден — продюсер, звукорежиссёр
- Андре Фишер, Джон Робинсон, Леон Ченслер, Рейфорд Гриффин — ударные
- Паулинью да Кошта[англ.] — перкуссия
- Амброуз Прайс, Дервин Саттл — хлопки в ладоши

## Чарты

### Синглы
| Год  | Название                  | Место | Место   | Место     | Место | Место |
| Год  | Название                  | США   | США R&B | США Dance | ВЕЛ   | НИД   |
| ---- | ------------------------- | ----- | ------- | --------- | ----- | ----- |
| 1985 | «Save Your Love (For #1)» | —     | 1       | 3         | 66    | 17    |
| 1985 | «I’ll Be Good»            | 47    | 4       | 7         | 22    | 21    |
| 1985 | «Your Smile»              | 62    | —       | 47        | —     | —     |
| 1985 | «You Don’t Have to Cry»   | 75    | 2       | —         | —     | —     |
| 1985 | «No How — No Way»         | —     | 29      | —         | —     | —     |

### Альбом
| Чарт (1985)          | Место |
| -------------------- | ----- |
| Billboard 200        | 64    |
| Billboard R&B Albums | 5     |

| Чарт (1986)                        | Позиция |
| ---------------------------------- | ------- |
| США (Billboard Top Black Albums)   | 4       |
| США (Billboard Top Popular Albums) | 47      |